# Leucauge nicobarica
Leucauge nicobarica este o specie de păianjeni din genul Leucauge, familia Tetragnathidae. A fost descrisă pentru prima dată de Thorell, 1891.
Este endemică în Nicobar Is.. Conform Catalogue of Life specia Leucauge nicobarica nu are subspecii cunoscute.